# بك بازاري
بك بازاري (بالتركية: Beypazarı)‏ هي بلدة ومُديريَّة تقع في ولاية أنقرة بتركيا. تصل مساحتها إلى 1814.4 كم²، وترتفع عن سطح البحر حوالي 675 م.